# 1929 Kollaa
1929 Kollaa eller 1939 BS är en asteroid i huvudbältet som upptäcktes den 20 januari 1939 av den finske astronomen Yrjö Väisälä vid Storheikkilä observatorium. Den har fått sitt namn efter floden Kollaa i Ryssland.
Asteroiden har en diameter på ungefär 7 kilometer.